# Saudade Não Tem Idade
Saudade Não Tem Idade foi um programa musical brasileiro produzido e exibido pela Rede Globo na década de 1970, apresentado por Ney Latorraca e tendo como parceiras, alternadamente, a cantora Marlene e a atriz Djenane Machado.